# Andrea Segazeno
Andrea Segazeno (fl. XIV secolo) è stato un vescovo cattolico italiano.
Appartenuto a una nobile famiglia di Cremona, divenne vescovo di Piacenza nel 1381. Alcuni storici lo considerano di origine milanese.
Il 14 gennaio 1383 fu trasferito alla diocesi di Brescia.
Fu maestro di teologia nell'Ordine degli Eremitani di Sant'Agostino.

## Stemma
- Inquartato dentato d'argento e di rosso[1]